# Dielach (Gemeinde Straßburg)
Dielach ist eine Ortschaft in der Gemeinde Straßburg im Bezirk St. Veit an der Glan in Kärnten. Die Ortschaft hat 7 Einwohner (Stand 1. Jänner 2024).

## Lage
Dielach liegt im Osten der Gemeinde Straßburg, auf dem Gebiet der Katastralgemeinde St. Georgen, auf einem Ausläufer des Mödringbergzugs, rechtsseitig etwa 120 Höhenmeter über dem Höllgraben. Erreichbar ist der Ort von der Gurktal Straße bei Mellach aus auf unbefestigten Wegen über Schmaritzen.
Zur Ortschaft gehören die Höfe Ortner (Dielach Nr. 1) und Binder (Dielach Nr. 4).

## Geschichte
Der Ort wird als Dulach 1332 urkundlich genannt. Seit Gründung der Ortsgemeinden Mitte des 19. Jahrhunderts gehört Dielach zur Gemeinde Straßburg.

## Bevölkerungsentwicklung
Für Dielach ermittelte man folgende Einwohnerzahlen:
- 1869: 4 Häuser, 25 Einwohner[3]
- 1880: 3 Häuser, 19 Einwohner[4]
- 1890: 3 Häuser, 19 Einwohner[5]
- 1900: 3 Häuser, 27 Einwohner[6]
- 1910: 3 Häuser, 24 Einwohner[7]
- 1923: 3 Häuser, 15 Einwohner[8]
- 1934: 21 Einwohner[9]
- 1951: 3 Häuser, 17 Einwohner[10]
- 1961: 2 Häuser, 14 Einwohner[11]
- 2001: 2 Gebäude (davon 1 mit Hauptwohnsitz) mit 1 Wohnung; 3 Einwohner und 0 Nebenwohnsitzfälle; 1 Haushalt; 0 Arbeitsstätten, 1 land- und forstwirtschaftlicher Betrieb[12]
- 2011: 1 Gebäude, 0 Einwohner, 0 Haushalte, 0 Arbeitsstätten[13]
- 2021: 1 Gebäude, 0 Einwohner, 0 Haushalte, 0 Arbeitsstätten[14]